# Glasmacher

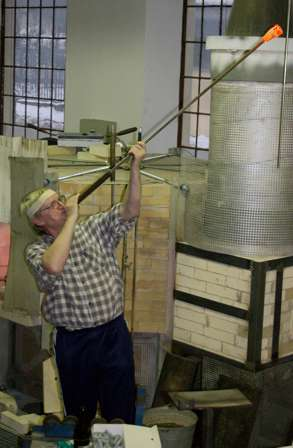
Glasmacher mit Glasmacherpfeife

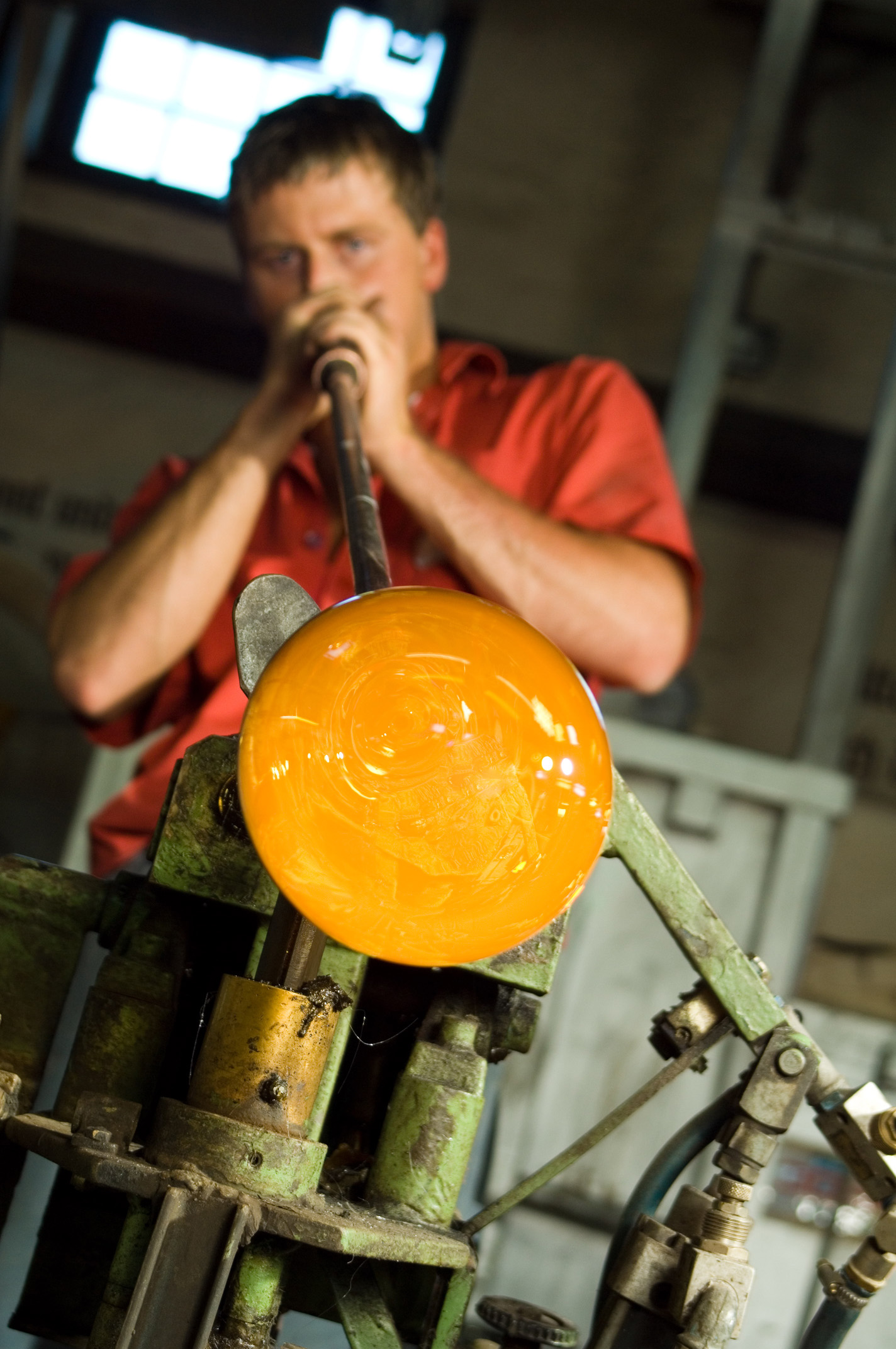
Glasmacher bei der Arbeit

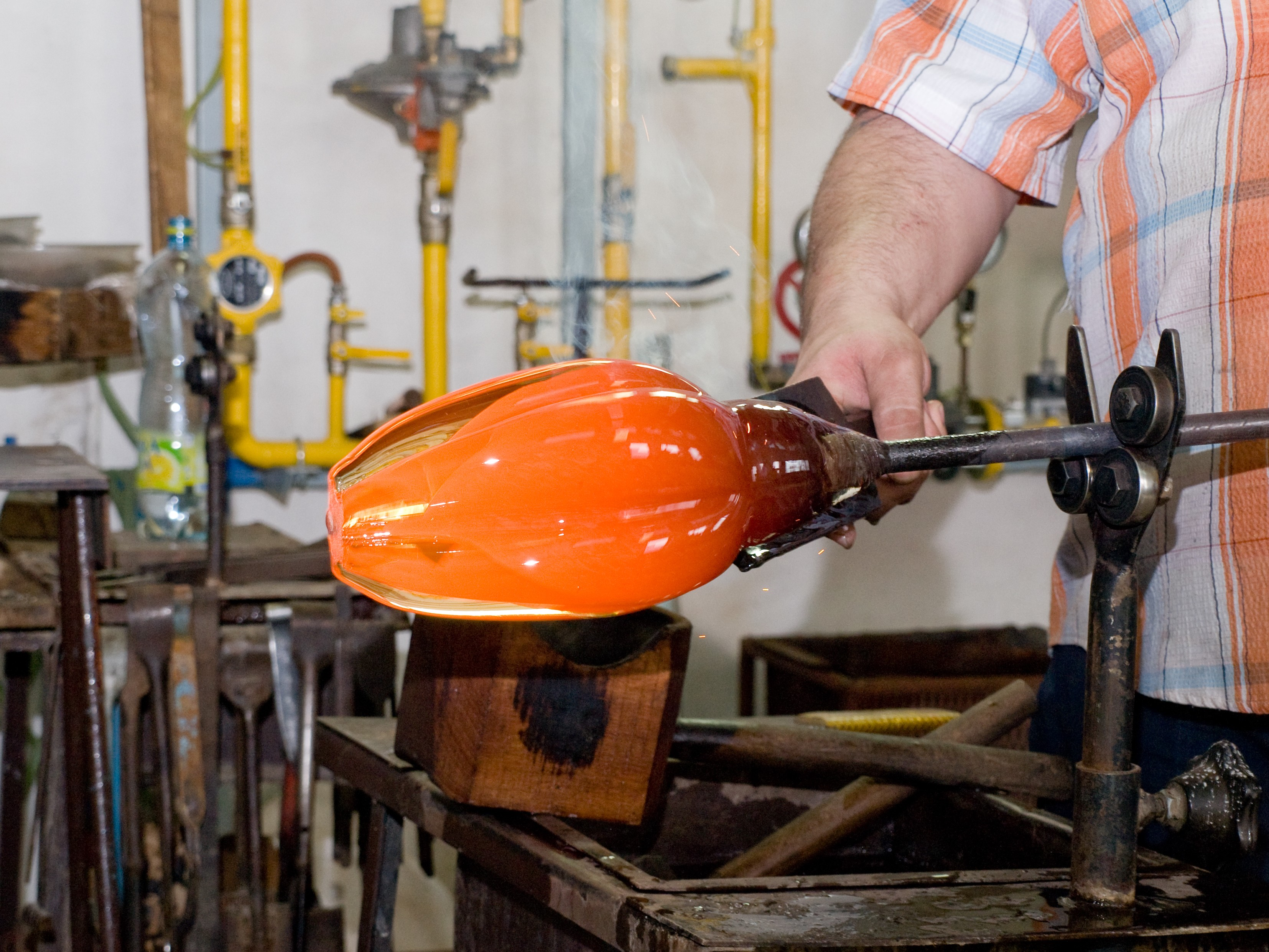
Bearbeitung von glühendem Glas

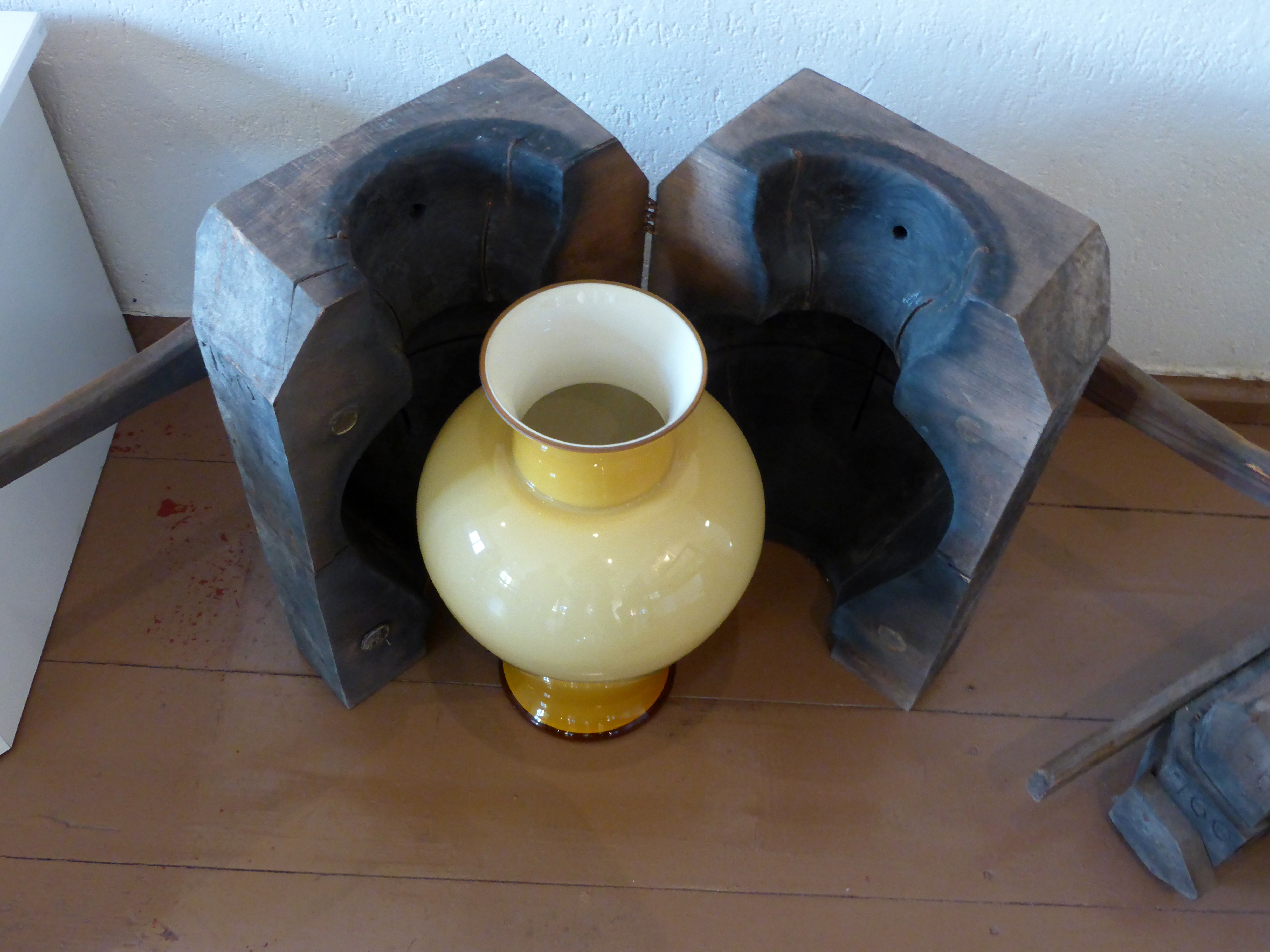
Holzform mit Vase

Glasmacher ist die Berufsbezeichnung für Glas-Facharbeiter. Sie stellen die verschiedensten Gläser her. Abhängig vom Produkt werden die Gläser entweder mundgeblasen, von Hand oder mit Hilfe von Maschinen-Automaten gefertigt. Wenngleich der Glasmacher auch Glas bläst, beschränkt sich das Berufsbild Glasbläser auf die Formung von Glas „vor der Lampe“, also dem offenen Brenner.
Der überwiegende Teil der Glasmacher arbeitet in der Glasindustrie, zum Beispiel bei Hohlglasherstellern, in Glashütten (dort meist in Studioabteilungen) oder in Spezialglashütten mit Antikglasfertigung.

## Beschreibung
Glasmacher entnehmen dem Hafen- oder dem Wannenofen mittels einer Glasmacherpfeife oder eines Glasmachereisens, eines langen Rohres oder Stahlstabes, Glasklumpen. Diese werden durch Drehen, Blasen und gezielte Kühlung mittels Holz-, Metall oder Papierwerkzeugen zu den gewünschten Halbzeugen oder Fertigprodukten verarbeitet. Der Glasmacher unterscheidet normalerweise zwischen verschiedenen Werkzeugen aus Metall oder Holz, inzwischen auch Graphit. Metallwerkzeuge sind zum Beispiel die Rundschere, Batzenschere oder einfache Schere, die durch unterschiedliche Form und Handhabung für die Produktion eingesetzt werden. Holzwerkzeuge können sogenannte Bretter, Wulgerhölzer sowie beispielsweise Rinnen und natürlich Formen zum Einblasen sein. Hierbei wird aufgrund der spezifischen Anforderungen an das Holz vorzugsweise Birne verwendet. Als Vorbereitung wird die Kontaktoberfläche mit einem Gasbrenner oder heißem Glas verkohlt und dann genauso wie zwischen den Anwendungen in Wasser getränkt. Die durch das Verkohlen entstandene Holzkohleschicht saugt sich dabei mit Wasser voll. Gelangt nun das heiße Werkstück in Kontakt mit der Form, verdampft das Wasser. Das flüssige Glas gleitet dann bei den Drehbewegungen der Bearbeitung auf der Oberfläche des Dampfes, wodurch eine absolut glatte Oberfläche erzeugt wird.
Allgemein sind die heute noch eingesetzten Werkzeuge sehr stark regional geprägt und oftmals auch mit unterschiedlichen Begriffen besetzt. Wie bei anderen Handwerksberufen benutzt jeder Glasmacher sein eigenes Werkzeug, das er nicht verleiht. Glasmacher arbeiten im traditionellen bayerischen oder böhmischen Handwerk in Gruppen von zwei bis fünf Personen. Jeder Handwerker führt hierbei nur einen Teil des Herstellungsprozesses aus und gibt das Werkstück danach an einen anderen Glasmacher weiter. Zu den schwierigsten Tätigkeiten des Glasmachers gehört die Herstellung des Stiels und Bodens eines Trinkglases. Diese Tätigkeit wird deshalb auch von den Meistern ausgeführt. Das tatsächliche Blasen eines sogenannten Glaskölbels oder einer Glaskugel ist dabei eine im Regelfall wenig anstrengende Tätigkeit, die meist wenig Lungenkraft erfordert. Die Tätigkeit des Glasmachers und seine Werkzeuge haben sich in den vergangenen 1000 Jahren nur geringfügig verändert. Glasmacher des Mittelmeeres wie in Italien oder Spanien verwenden andere Techniken als nord- oder mitteleuropäische Glasmacher.

## Geschichte

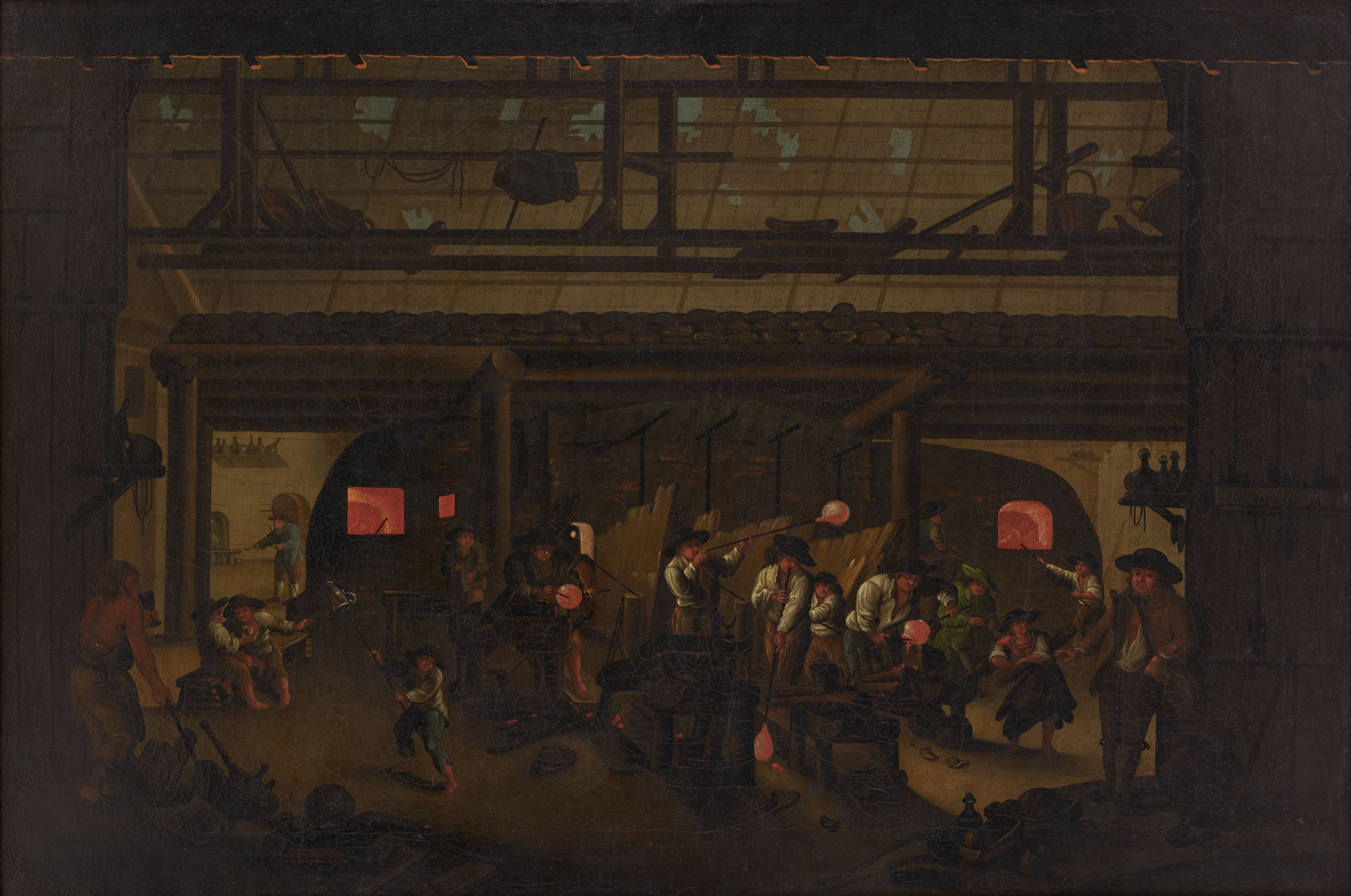
Inneres einer Glasbläserei im Schwarzwald

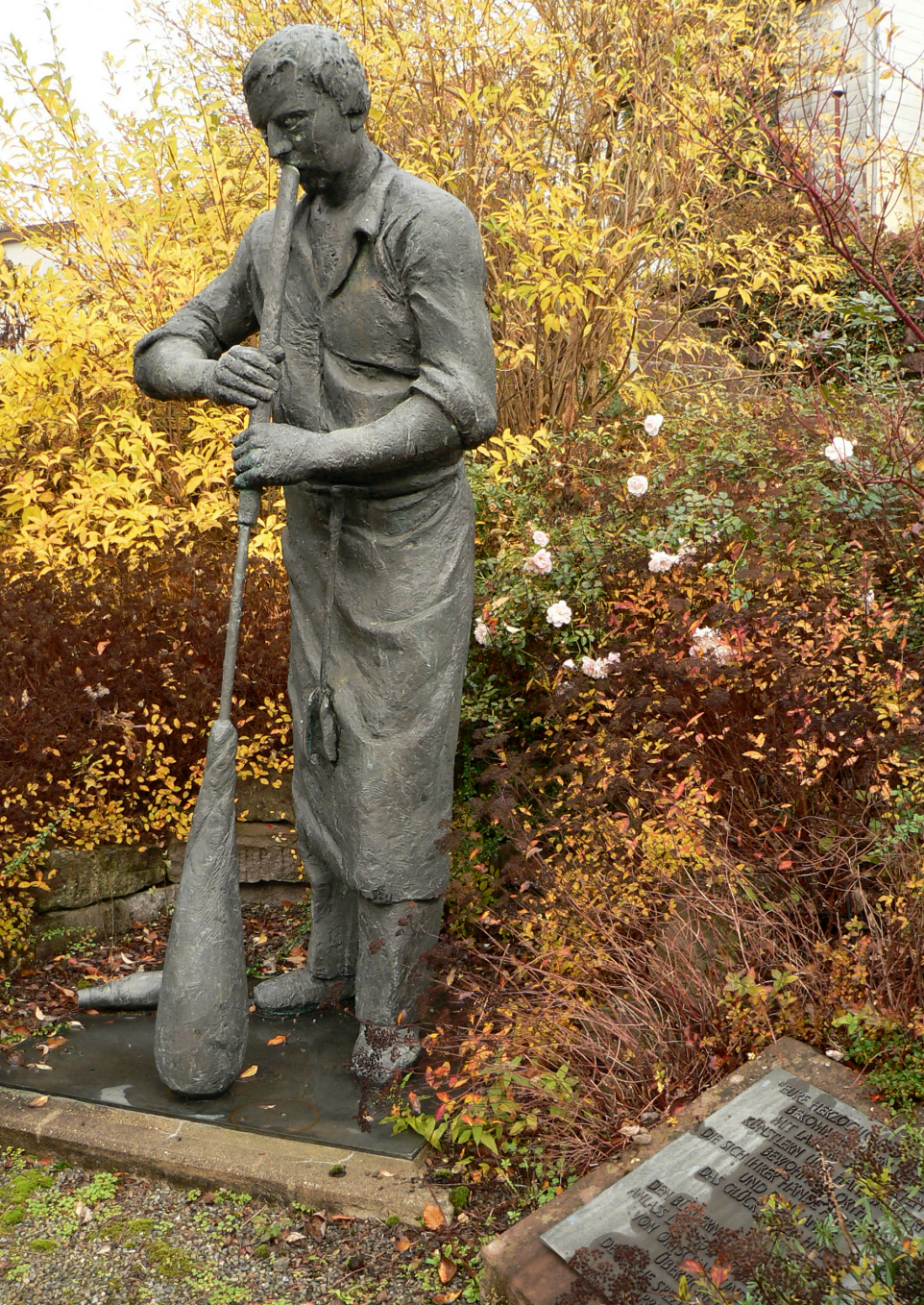
Glasmacherdenkmal in Grünenplan

Historisch war Glasmacher die Sammelbezeichnung (der Oberbegriff) für verschiedene an der Fabrikation beteiligte Spezialisten. Vor der Epoche der industriellen Glasproduktion, also vor dem 19. Jahrhundert, wurde Glas in Wanderglashütten produziert. Spätestens alle 10–20 Jahre musste eine mit Holzkohle befeuerte Waldglashütte ihren Standort wechseln, weil dann die für die Befeuerung des Schmelzofens nötigen Waldbäume sowie die für die Reduktion des Schmelzbereiches nötigen Buchen in weitem Umkreis gerodet waren. Die Hütten wurden von einem privaten Unternehmer geführt. Dieser Glasmeister holte sich vom Grundherrn die Erlaubnis für den befristeten Hüttenbetrieb an einem Standort, stellte die Beschäftigten ein, hütete als Betriebsgeheimnisse die Herstellungsverfahren und vermarktete die Produktion.
Zum Hüttenbetrieb gehörten 40–60 Personen, die meistens miteinander eng verwandt und verschwägert waren und untereinander heirateten, das heißt ihre Partner in anderen Glasmachersippen suchten. Zur Hütte gehörten Holzfäller, Schürer, Hirte, Wirker, Anfänger (Kaier), Kölbelmacher, Einbläser, Meister und Einträger.
Eine Besonderheit der Verträge mit den Grundherren und Eigentümern der Glashütte waren die unbegrenzte Inanspruchnahme von Bier als Getränk, da aufgrund der hohen Temperaturen und der anstrengenden Tätigkeit der Flüssigkeits- und Mineralienverlust besonders hoch ist. Ein Glasmacher hat bei der normalen Arbeit einen höheren Energieverbrauch als ein Stahlarbeiter.
Glasarbeit war gesundheitlich fordernd, um 1900 starben die meisten Arbeiter im Alter von 50 bis 60 Jahren. Staub- und Hitzeentwicklung begünstigten Tuberkulose und Atemwegserkrankungen, Risse an Händen und Armen, Rheumatismus und Verbrennungen. Die Blasarbeit mit der Glaspfeife führte zu Heiserkeit, Husten, Bronchialkatarrhen und Lungenentzündungen, ferner zu Verdickungen der Wangenmuskulatur („Trompetenbacken“) und Entzündungen der Hände („Hakenhände“). Häufig waren auch Schädigungen der Augenlinsen durch das häufige Sehen in starke Infrarotquellen, nämlich den Ofen und auch das heiße Glas. Dies führte oft zu Grauem Star, der im Volksmund deswegen auch als 'Glasbläserstar' bezeichnet wurde.
Arbeitsschutzmaßnahmen scheiterten lange Zeit an den für die meist mittelständischen Unternehmen zu hohen Kosten.
In Deutschland gab es seit der industriellen Revolution bis zur Deutschen Wiedervereinigung besonders viele Glashütten in der Lausitz, die durch ihre reichen Kohle-, Wald- und Sandvorkommen besonders gute Bedingungen hatten und dadurch viele Glasmacher anzogen und auch ausbildeten. In Weißwasser/Oberlausitz war dadurch mit elf an der Zahl eine besonders hohe Dichte an Glashütten vorhanden. In Europa ist weiterhin die Insel Murano bei Venedig bekannt für ihre lange Tradition der Glasverarbeitung am Ofen (Muranoglas).

## Ausbildung
Die Ausbildung zum Glasmacher dauert in Deutschland drei Jahre und wird in der Industrie angeboten. Der Berufsschulunterricht findet i. d. R. als Blockunterricht in Fachklassen statt.